# Simone Bentivoglio
Simone Bentivoglio (* 29. Mai 1985 in Pinerolo) ist ein ehemaliger italienischer Fußballspieler und aktueller -trainer.

## Spielerkarriere

### In den Vereinsmannschaften
Bentivoglio startete seine Profikarriere bei Juventus Turin und wurde 2005 zunächst an die AC Mantova verliehen. 2006 wurde er von Chievo Verona verpflichtet, jedoch direkt an den FC Modena verliehen. Nach drei darauf folgenden Spielzeiten bei Chievo, in denen man u. a. in die Serie A aufsteigen konnte, wurde Bentivoglio im Januar 2011 an die AS BAri verliehen. In der nächsten Saison folgten Leihen zu Sampdoria Genua und Calcio Padova.
Ab 2012 wurde Bentivoglio für 13 Monate gesperrt, da er während seiner Zeit in Bari in Spielmanipulationen verwickelt war. Erst im Herbst 2013 konnte er wieder für Chievo auflaufen. Nach einer weiteren Leihe zu Brescia Calcio wechselte Bentivoglio 2015 zum FC Modena. Nach nur einer Spielzeit zog es ihn jedoch zum FC Venedig, für den er drei Jahre aktiv war. Es folgten noch kurze Stationen bei Robur Siena und Virtus Verona, ehe er seine Karriere 2022 bei der AC Vigasio beendete.

### In der Nationalmannschaft
Bentivoglio spielte unter anderem für die U20 Italiens bei der Junioren-Fußballweltmeisterschaft 2005 und am 12. Dezember 2006 einmalig für die U21-Auswahl gegen die U21 Luxemburgs.

## Trainerkarriere
Bentivoglio wurde im Sommer 2022, direkt nach seinem Karriereende als Spieler, Trainer der U19-Mannschaft der AC Vigasio. Als Manuel Spinale, Cheftrainer der Herrenmannschaft, im Oktober 2022 freigestellt wurde, übernahm Bentivoglio. Bereits nach zwei Monaten trennte sich Vigasio aber auch von ihm. Im März 2024 wurde Bentivoglio Trainer von Arzignano Valchiampo in der Serie C, musste aber auch dort nach zwei Monaten wieder gehen.
Am 19. November 2024 wurde Bentivoglio als Nachfolger von Carmine Parlato beim Viertligisten Piacenza Calcio 1919 vorgestellt. Während der Leitung seiner ersten Trainingseinheit kam es aufgrund Bentivoglios Vergangenheit zu massiven Protesten der Piacenza-Fans, woraufhin Bentivoglio noch am selben Tag wieder von seinen Aufgaben entbunden wurde. Dieses Kuriosum stellt die vermutlich zweitschnellste Trennung von einem Trainer dar, da wohl nur Leroy Rosenior bei Torquay United noch kürzer im Amt war.

## Erfolge
- Meister der Serie B: 2007/08
- Meister der Lega Pro: 2016/17
- Coppa Italia Serie C: 2016/17

## Verweise